# ГЕС Нова-Аваньяндава
ГЕС Нова-Аваньяндава (порт. Usina Hidrelétrica de Nova Avanhandava) – гідроелектростанція на сході Бразилії у штаті Сан-Паулу. Знаходячись між ГЕС Промісан (вище по течії) та ГЕС Трес-Ірманс, входить до складу каскаду на річці Тіете, лівій притоці Парани.
В межах проекту річку перекрили комбінованою бетонною та земляною греблею довжиною 2038 метрів, облаштувавши по центру машинний зал, а у правобережній частині два послідовні судноплавні шлюзи. Ця споруда утримує витягнуте по долині річки на 55 км водосховище з площею поверхні 210 км2 та об’ємом 2720 млн м3 (корисний об’єм 380 млн м3), в якому можливе коливання рівня поверхні між позначками 356 та 356 метрів НРМ.
Машинний зал обладнали трьома турбінами типу Каплан потужністю по 115,8 МВт, що працюють при напорі 29,7 метра. 
Видача продукції відбувається по ЛЕП, розрахованій на роботу під напругою 138 кВ.